# Casey James
Casey James, né le 31 mai 1982 à Plano (Texas) aux États-Unis, est un chanteur et guitariste américain, issu de la neuvième saison du télécrochet American Idol, dont il finit troisième.

## Prestations lors d'American Idol
| Semaine         | Thème                   | Chanson                                                                        | Artiste                 | Ordre | Résultat   |
| --------------- | ----------------------- | ------------------------------------------------------------------------------ | ----------------------- | ----- | ---------- |
| Audition        | N/A                     | Slow Dancing in a Burning Room                                                 | John Mayer              | N/A   | Advanced   |
| Hollywood       | First Solo              | I Don't Need No Doctor                                                         | Ray Charles             | N/A   | Advanced   |
| Hollywood       | Group Round             | Closer                                                                         | Ne-Yo                   | N/A   | Advanced   |
| Hollywood       | Second Solo             | Bubbly                                                                         | Colbie Caillat          | N/A   | Advanced   |
| Top 24 (12 Men) | Billboard Hot 100 Hits  | Heaven                                                                         | Bryan Adams             | 11    | Safe       |
| Top 20 (10 Men) | Billboard Hot 100 Hits  | I Don't Want to Be                                                             | Gavin DeGraw            | 3     | Safe       |
| Top 16 (8 Men)  | Billboard Hot 100 Hits  | You'll Think of Me                                                             | Keith Urban             | 5     | Safe       |
| Top 12          | The Rolling Stones      | It's All Over Now                                                              | The Valentinos          | 3     | Safe       |
| Top 11          | Billboard Number 1 Hits | The Power of Love                                                              | Huey Lewis and the News | 9     | Safe       |
| Top 10          | R&B/Soul                | Hold On, I'm Comin'                                                            | Sam & Dave              | 2     | Safe       |
| Top 9           | Lennon–McCartney        | Jealous Guy                                                                    | John Lennon             | 7     | Safe       |
| Top 9           | Elvis Presley           | Lawdy Miss Clawdy                                                              | Lloyd Price             | 9     | Safe       |
| Top 7           | Inspirational           | Don't Stop                                                                     | Fleetwood Mac           | 1     | Bottom 3   |
| Top 6           | Shania Twain            | Don't!                                                                         | Shania Twain            | 3     | Bottom 3   |
| Top 5           | Frank Sinatra           | Blue Skies                                                                     | Belle Baker             | 2     | Safe       |
| Top 4           | Songs of the Cinema     | Solo "Mrs. Robinson" — The Graduate                                            | Simon & Garfunkel       | 4     | Safe       |
| Top 4           | Songs of the Cinema     | Duo Have You Ever Really Loved a Woman? — Don Juan DeMarco with Michael Lynche | Bryan Adams             | 6     | Safe       |
| Top 3           | Contestant's Choice     | OK, It's Alright with Me                                                       | Eric Hutchinson         | 1     | Eliminated |
| Top 3           | Judge's Choice          | Daughters                                                                      | John Mayer              | 4     | Eliminated |

## Discographie

### Albums
| Titre       | Détails                                                                                           | Classement | Classement | Ventes       |
| Titre       | Détails                                                                                           | US Country | US         | Ventes       |
| ----------- | ------------------------------------------------------------------------------------------------- | ---------- | ---------- | ------------ |
| Casey James | - Release date: March 20, 2012 - Label: BNA Records/19 Recordings - Formats: CD, digital download | 2          | 23         | - US: 51,000 |

### Singles
| Année | Single                         | Classement | Classement | Ventes  | Album       |
| Année | Single                         | US Country | US         | Ventes  | Album       |
| ----- | ------------------------------ | ---------- | ---------- | ------- | ----------- |
| 2011  | "Let's Don't Call It a Night"A | 21         | 111        | 106,000 | Casey James |
| 2012  | "Crying on a Suitcase"A, B     | 27         | 113        | 25,000  | Casey James |

### Vidéos musicales
| Année | Vidéo                         | Réalisateur |
| ----- | ----------------------------- | ----------- |
| 2011  | "Let's Don't Call It a Night" | Roman White |
| 2012  | "Crying on a Suitcase"        | TK McKamy   |